# Exilicrusta
Exilicrusta, monotipski rod crvenih algi iz potporodice Melobesioideae, dio porodice Hapalidiaceae. Jedina vrsta je morska alga E. parva uz englesku obalu (Isle of Wight)
I rod i vrsta taksonomski su priznati